# 朝倉宣正
朝倉 宣正（あさくら のぶまさ）は、安土桃山時代から江戸時代前期にかけての武将。徳川氏の家臣で、徳川忠長の御附家老となった。遠江掛川城主であったが、あくまで忠長の家老という立場であったため、幕府からは正式な大名として認められていなかった。

## 生涯
天正元年（1573年）、朝倉在重の長男として駿河国安倍郡柿島で生まれる。
天正18年（1590年）の小田原征伐で徳川家康に従って参加し、このときに家康の命令で徳川秀忠付の家臣となり、200石を与えられ、大番に任じられた。慶長5年（1600年）の上田合戦で、鎮目惟明、戸田光正、斎藤信吉らとともに上田七本槍の一人に挙げられる活躍をしたが、軍規違反を問われ、のちに許された。
慶長7年（1602年）に100石を、慶長9年（1604年）に大番組頭に任じられ200石を加増される。慶長16年（1611年）にも200石を加増、さらに慶長18年（1613年）には堺奉行を務め1000石を加増された。慶長19年（1614年）からの大坂の陣で江戸城守備を命じられ、戦後に1000石を加増。元和3年（1617年）12月に従五位下・筑後守に叙位・任官する。
元和5年（1619年）に3000石、元和7年（1621年）に4000石を加増されて合計1万石の大名となり、同時に秀忠の命令で忠長の附家老に任じられた。元和8年（1622年）に6000石を加増され、元和10年（1624年）1月11日に1万石を加増されて2万6000石の掛川城主となる。
しかし忠長が蟄居となり、寛永8年（1631年）4月、宣正も忠長に諫言しなかったとして、上野板鼻藩藩主酒井忠行にお預けとなる。この時、徳川頼宣らに忠長の赦免の斡旋を願い一旦は許されて、忠長とともに駿河に戻ったが、寛永9年（1632年）、主君である忠長が幕命により改易されると、連座により大和郡山藩藩主松平忠明にお預けの上、改易となった。その後、許されて妻の兄である土井利勝に招かれた。
寛永14年（1637年）2月6日、大和郡山で死去した。享年65。
四男に屋代家の養子に入った屋代忠興がおり、三男・宣季の子が忠興の養子となり屋代忠位を名乗ったが、万石騒動により改易となった。末子の正高の子孫は320石の旗本として存続している。他の子孫に古河藩主土井家の家臣となった者がいるほか、江戸時代初期に江戸町奉行を務めた人物に、父親と同じ名前を持つ在重がいるが、これは宣正の子もしくは弟であるとされる。

## 系譜
- 父：朝倉在重（1545-1615）
- 母：末高正長娘
- 正室：昌清尼 - 清、朝倉局、土井利昌娘
  - 女子：旗本牧野儀成室
  - 長男：朝倉宣親（1604-1630） - 徳川忠長改易前に死去。室が老中酒井忠勝娘であったため、子の重正は忠勝に養育され、のち酒井家の縁により摂津国麻田藩青木家に婿養子入りして継承した。
  - 男子：朝倉正世 - 旗本1千石。この家はのちに宣親の孫（重成の子）を養子に迎えている。
  - 三男：朝倉宣季 - 旗本3百俵。
  - 四男：屋代忠興（1619-1663） - 安房国北条藩主屋代忠正の養子
  - 男子：朝倉正高
  - 女子：旗本伊東祐豊継室
  - 女子：陸奥国三春藩主加藤明利正室

## 登場作品
- 由利根元大殺記（1929年、演：市川花紅）
- 将軍家光と天下の彦左（1957年、演：中村彰）
- 雪姫七変化（1957年、演：荒木忍）
- 徳川三国志（1975年、演：北原将光）
- 柳生一族の陰謀（1978年、演：林彰太郎）
- 大奥（1983年、演：西沢利明）
- 風雲江戸城 怒涛の将軍徳川家光（1987年、演：有島淳平）
- 遊の人・天下の御意見番大久保彦左衛門（1991年、演：幸田宗丸）
- 葵 徳川三代（2000年、演：長谷川明男）
- シグルイ（2003年、声：阪脩）